# Clidemia involucrata
Clidemia involucrata är en tvåhjärtbladig växtart som beskrevs av Dc.. Clidemia involucrata ingår i släktet Clidemia och familjen Melastomataceae.
Artens utbredningsområde är Franska Guyana. Inga underarter finns listade i Catalogue of Life.